# نوزيت بيريز
نوزيت بيريز (بالإسبانية: Nauzet Pérez) هو لاعب كرة قدم إسباني في مركز حراسة المرمى، ولد في 1 مارس 1985 في لاس بالماس دي غران كناريا في إسبانيا. شارك مع منتخب إسبانيا تحت 17 سنة لكرة القدم. أما مع النوادي، فقد لعب مع أوساسونا وريال جيان وريال مايوركا ب ونادي ساباديل ونادي سبتة ونادي لاردة ونادي لاس بالماس ونادي ميرانديس ونادي هالمستاد.

## وصلات خارجية
- نوزيت بيريز على موقع الاتحاد الأوربي (الإنجليزية)
- نوزيت بيريز على موقع قاعدة بيانات كرة القدم.إي يو (الإنجليزية)
- نوزيت بيريز على موقع Soccerbase.com (لاعب) (الإنجليزية)
- نوزيت بيريز على موقع Soccerway.com (الإنجليزية)
- نوزيت بيريز على موقع AS.com (الإسبانية)